# Fritz Becker
Fritz Becker (ur. 7 marca 1892 w Heidelbergu, zm. 11 czerwca 1967 w Herzbergu) – niemiecki wojskowy, generalleutnant. Dowódca dywizji i korpusów armijnych.

## Odznaczenia
- Krzyż Rycerski Krzyża Żelaznego (1943)
- Złoty Krzyż Niemiecki (1941)